# Семлак (Арад)
Семлак (рум. Semlac) насеље је и општина у Румунији у жупанији Арад. Oпштина се налази на надморској висини од 105 m.

## Историја
Почетком 18. века у месту Семлаку је било Срба граничара. Они су приспели из околине Будима и Острогона 1702-1703. године. Пописани су 1703. године: 11 официра, 50 коњаника и 75 пешака; укупно 136 милитараца. Број српских домова износио је у то време 24. Године 1735. командант места био је капетан Радак Новаковић. Иако се нико није изјаснио за провинцијал, ни током протесног збора у Надлаку новембра 1750. године а ни током у исто време организованог изјашњавања о статусу, судбина им је била запечаћена. За војни статус изјаснили су се тада месни официри: капетан Гаврило Новаковић, хаднађи Георгије Новаковић и Остоја Сатковић, те барјактар Ранисав Живац. Када је половином тог века кренуло масовно исељавање Срба граничара у Русију, до 27. јула 1751. године отишло је њих 149 из места. Своје ново насеље у Русији, назвали су исто Семлак. Био је то шанац у 6. роти Српског хусарског пука, под командом генерала Јована Хорвата.
У Семлаку је 1756. године отворена српска школа, јер је ту било много Срба.
По државном шематизму православног клира у Угарској било је 1846. године у Семлаку 3004 становника. Православни храм је посвећен Св. Јовану Крститељу. Православне матрикуле се воде од 1787. године. Пароси су, поп Теодор Јонеско, поп Лазар Адамовић и поп Петар Јонеско. Свештеницима помажу капелани, поп Јован Рус и ђакон Никола Јонеско. У вероисповедну школу иде 62 ученика којима предаје Ћирил Дехељан.

## Становништво
Према подацима из 2002. године у насељу је живело 3787 становника.

### Попис2002.
| Расподела становништва по националности 2002.‍ | Расподела становништва по националности 2002.‍ | Расподела становништва по националности 2002.‍ | Расподела становништва по националности 2002.‍ | Расподела становништва по националности 2002.‍ |
| --------------------------------------------- | --------------------------------------------- | --------------------------------------------- | --------------------------------------------- | --------------------------------------------- |
|                                               |                                               |                                               |                                               |                                               |
| Румуни                                        | Румуни                                        |                                               | 3.060                                         | 80,9%                                         |
| Мађари                                        | Мађари                                        |                                               | 136                                           | 3,6%                                          |
| Роми                                          | Роми                                          |                                               | 364                                           | 9,6%                                          |
| Украјинци                                     | Украјинци                                     |                                               | 28                                            | 0,7%                                          |
| Немци                                         | Немци                                         |                                               | 138                                           | 3,6%                                          |
| Словаци                                       | Словаци                                       |                                               | 41                                            | 1,1%                                          |
| други                                         | други                                         |                                               | 17                                            | 0,4%                                          |